# Pasta trita
La pasta trita (o trida, tridarì) è un piatto della cucina mantovana.
Dopo aver ottenuto un impasto abbastanza duro composto da farina, uova e sale, la pasta viene tritata (da cui il nome) su una grattugia a maglie grosse e raccolta su un panno. Una volta seccata, viene cotta in brodo di carne e servita calda.